# Pareuthyphlebs occidentalis
Pareuthyphlebs occidentalis es una especie de mantis de la familia Toxoderidae.

## Distribución geográfica
Se encuentra en Israel.